# Juncus burkartii
Juncus burkartii är en tågväxtart som beskrevs av Manuel Barros. Juncus burkartii ingår i släktet tåg, och familjen tågväxter. Inga underarter finns listade i Catalogue of Life.